# Museum voor Hedendaagse Kunst in Krakau
Het Museum voor Hedendaagse Kunst in Krakau (MOCAK) (Pools: Muzeum Sztuki Współczesnej w Krakowie) is een museum voor hedendaagse kunst in Krakau, Polen. De instelling werd opgericht op 1 februari 2010 en geopend op 19 mei 2011. Een aantal jaar eerder, in 2004, kocht de gemeente Krakau de zes oude fabrieksgebouwen voor museale doeleinden.
De permanente tentoonstelling bevindt zich op de eerste verdieping, de tijdelijke tentoonstelling op de tweede verdieping. Naast het werk van Poolse kunstenaars herbergt het museum ook kunstwerken van onder meer Russische, Tsjechische, IJslandse en Zwitserse kunstenaars.
Het museum omvat een galerie, bibliotheek, boekenwinkel, café en een laboratorium voor conservatie van hedendaagse kunst, in het bijzonder van de laatste twee decennia.
De Italiaanse architecten Claudio Nardi en Leonardo Maria Proli ontwierpen het gebouw, geïnspireerd op neomoderne architectuur. De tentoonstellingsruimte is verdeeld in verschillende secties en beslaat een oppervlakte van 4.000 m², terwijl de oppervlakte van het hele museum 10.000 m² beslaat. De kosten voor de bouw, die medegefinancierd werd uit fondsen van de Europese Unie, worden geschat op ongeveer 16 miljoen euro.